# هلموت كروغ
هيلموت كروغ (بالألمانية: Hellmut Krug)‏، من مواليد 19 مايو 1956 في غيلسنكيرشن في ألمانيا، حكم كرة قدم ألماني دولي سابق.
و قد حكم في كأس العالم لكرة القدم 1994، وحكم كذلك في كأس الأمم الأوروبية لكرة القدم 1996، وفي عام 1998 حكم نهائي دوري أبطال أوروبا بين ريال مدريد ويوفنتوس.

## روابط خارجية
- هلموت كروغ على موقع Soccerway.com (الإنجليزية)